# اندیس رودشلنگ
رودشلنگ یک اندیس فلزی است که در حوالی شهر چار گنبد استان کرمان قرار دارد و مادهٔ معدنی موجود در آن، مس است.  